# O.b.

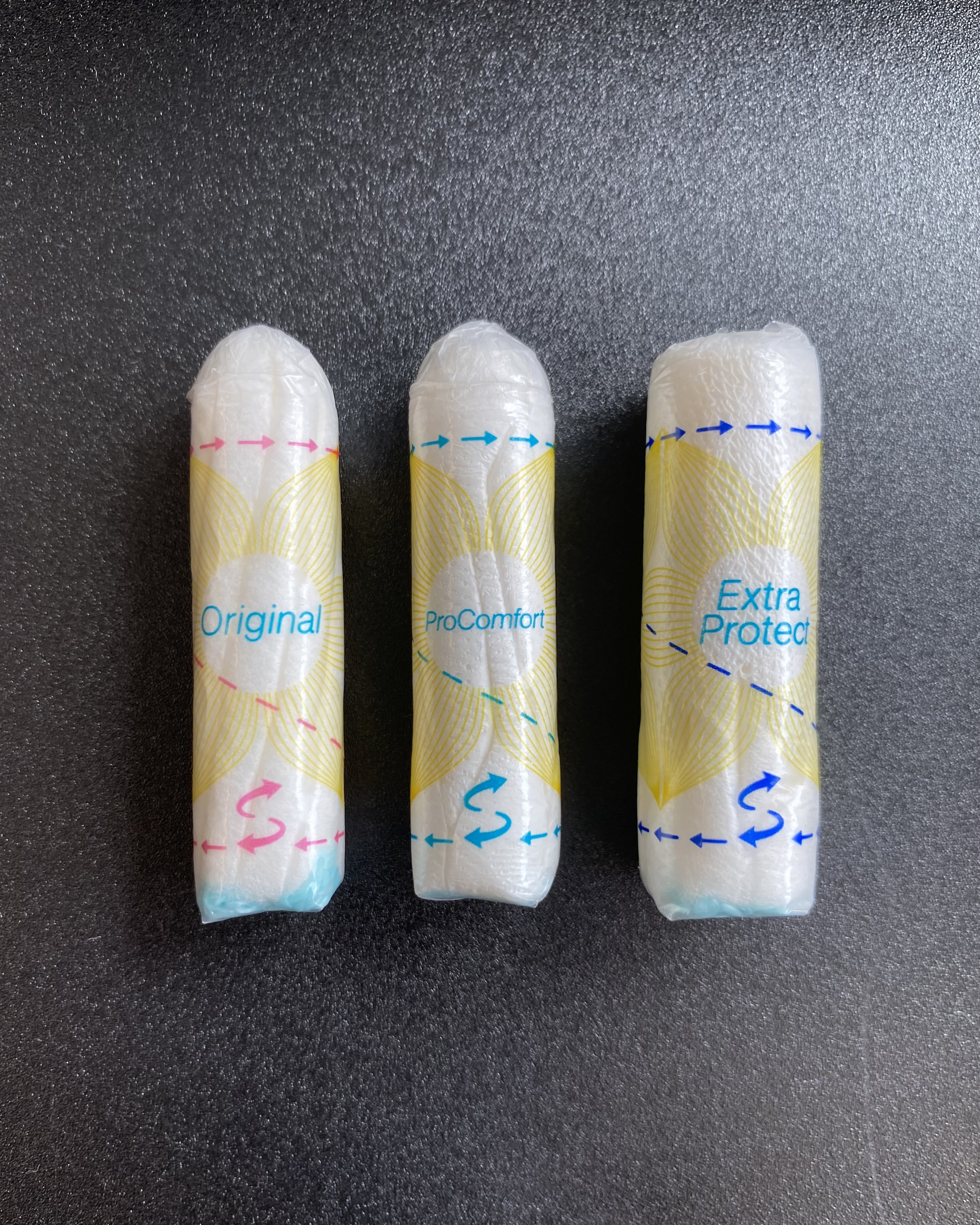
o.b. Tampons in der Einzelverpackung

o.b.-Tampons wurden 1947 von dem deutschen Ingenieur Carl Hahn und dem Juristen Heinz Mittag entwickelt und 1950 durch die Dr. Carl Hahn KG auf den Markt gebracht. Die Gynäkologin Judith Esser Mittag beriet die beiden Entwickler in medizinischen Fragen.
Seit über 70 Jahren bringt die Marke o.b. neue Produktinnovationen auf den Markt. Aktuell besteht das Produktportfolio aus den vier Tamponvarianten Original, ProComfort, ExtraProtect und Organic sowie Periodenslips.
Der Markenname o.b. ist eine Abkürzung für „ohne Binde“.
Die Hauptproduktionsstätte liegt in Wuppertal-Heckinghausen. Dort werden jährlich 2 Mrd. o.b.-Tampons hergestellt. Davon werden nach Herstellerangaben jährlich rund 1 Mrd. Tampons in Deutschland verkauft. Außerdem werden die Tampons in über 40 Länder weltweit exportiert. Stiftung Warentest bewertete das Produkt o.b. ProComfort Normal in Ausgabe 5/2021 als Testsieger mit der Gesamtnote Gut (1,6).

## Geschichte
Der Tamponhersteller o.b. ist seit 1950 auf dem Markt. Die Entwicklung der o.b.-Tampons geht auf den deutschen Ingenieur Carl Hahn und den Juristen Heinz Mittag zurück. Gemeinsam gründeten sie die Dr. Carl Hahn KG und brachten die ersten o.b.-Tampons auf den Markt. Die Gynäkologin Judith Esser Mittag beriet die beiden Entwickler in medizinischen Fragen. Die Leistungsschwimmerin brachte ihre Erfahrung mit dem Thema Menstruationshygiene mit ein. 1974 übernahm Johnson & Johnson die Firma. Mittlerweile ist o.b. eine Marke des Konsumgüterkonzerns Kenvue.

## Portfolio
Das Produktportfolio der Marke o.b. besteht aus vier Tampon Sublinien sowie Periodenslips:
o.b. Original: Diese Variante verfügt über geschwungene Rillen, die die Flüssigkeit ins Innere des Tampons leiten und StayDry Technologie, die das Rückholbändchen trocken hält.
o.b. ProComfort: Diese Linie steht für hohen Tragekomfort. Die SilkTouch Oberfläche ermöglicht sanftes Einführen und Entfernen.
o.b. ExtraProtect: Diese Variante verfügt über sich entfaltende Schutzflügel und bietet dadurch erhöhten Auslaufschutz.
o.b. Organic: Die Tampons dieser Linie bestehen aus 100 % zertifizierter Bio-Baumwolle.
Bei allen vier Produktlinien gibt es verschiedene Saugstärken.
Periodenslips: 2024 erweiterte o.b. sein Portfolio um Periodenslips. Die Periodenslips sind in drei Kombinationsgrößen XS/S, M/L, XL/XXL erhältlich. Sie bieten bis zu 12 Stunden Auslaufschutz. Die Periodenslips sind bei bis zu 60 °C waschbar und enthalten keine Biozide.